# Grevillea chrysophaea
Espèce
Classification phylogénétique
Grevillea chrysophaea est une espèce de buisson de la famille des Proteaceae endémique au Victoria en Australie.
Il forme un buisson étalé, ou parfois rampant, faisant entre 0,3 et 2,5 mètres de hauteur. Ses feuilles sont entières, oblongues à linéaires et font de 1,5 à 6 cm de long et de 3 à 15 mm de large. Les fleurs dont la couleur varie d'un jaune terne à d'or ont un style rouge ou orange. Ils sont les plus prolifiques entre le début de l'hiver et le début de l'été.
L'espèce se rencontre dans les bois d'eucalyptus ou de Banksia dans la chaîne Brisbane et dans le sud du Gippsland au Victoria.
Ils sont le mieux adapté aux milieux côtiers ou montagneux (en Australie) et préfèrent les sols légers et humides avec une situation protégée.
La multiplication se fait à partir de graines ou de boutures, même si ces dernières sont difficiles à faire prendre.